# Miquel Albert Tarrida
Miquel Albert Tarrida (Gavà, 4 september 1980), voetbalnaam Miki, is een Spaans voetballer. Hij speelt sinds 2005 als aanvaller bij CF Gavà. 
Miki kwam in de jaren negentig bij de cantera (jeugdopleiding) van FC Barcelona. De Catalaan werd in het seizoen 1999/2000 als speler van FC Barcelona C topscorer van de Tercera División Grupo 5 met 21 doelpunten. Miki debuteerde onder trainer Louis van Gaal aan het einde van het seizoen 1999/2000. De aanvaller kwam in de gewonnen finale van de Copa de Catalunya tegen CE Mataró (3-0) als vervanger van Patrick Kluivert in het veld en Miki maakte het derde doelpunt van FC Barcelona. Van 2000 tot 2002 speelde hij bij FC Barcelona B. Uiteindelijk werd Miki niet goed genoeg bevonden voor FC Barcelona en na seizoenen bij CE Mataró (2002-2003), Real Unión (2003-2004) en UEA Gramenet (2004-2005) kwam Miki in 2005 bij CF Gavà. 